# Абу-Касимові капці (гурт)
Абу-Касимові Капці — український ска-панк-гурт з міста Львова.

## Історія гурту
Історія гурту бере початок 1997 року, коли Богдан Гринько почав грати в підвалі на барабанах (які йому подарував учитель музики) з Романом Чайкою (гітара). До них приєдналися їхні друзі Юрій Вороняк (бас-гітара) і Віталій Душенько (вокал). Потім у гурті з'явилася нова вокалістка — Юлія.
Наприкінці 1999 року в гурт прийшов новий гітарист — Анатолій Добросинець.
Після цього гурт призупинив діяльність, а відновив після того, як музиканти придбали барабанну установку «Amati». Самі музиканти вважають, що справжня історія гурту розпочинається саме з цього моменту. У гурт взяли нову вокалістку, Оресту Тимчишин, і в жовтні 2002 року розпочали репетиції з новим матеріалом. Але коли вже готувалися до виступу на конкурсі «Тарас Бульба», Анатолій Добросинець покинув гурт через своє незадоволення його творчістю. Замість нього прийшов Андрій Жолоб, який мав великий стаж гри у переважно металевих гуртах.
Гурт помітили у Львові й почали запрошувати на фестивалі. 2004 року зробили перший студійний запис. Тоді вокалісткою була Марта Болкун.
Незабаром у гурт прийшов новий вокаліст Андрій Петрусь, який до того співав у гуртах «Sunrise» та «Річ без господаря». З ним зробили нові демозаписи та дали десятки концертів у різних населених пунктах України. У гурт прийшов трубач (єдиний тоді професійний музикант). Вокаліст одружився і покинув гурт заради сім'ї, а замість нього прийшла Юлія Томчук. До духової секції долучився ще один професійний музикант Олександр Марусяк (тромбон). (Згодом гурт відмовився від духових музикантів). Тексти пісень подекуди стали серйознішими й соціальними. 
Виступили у першому і другому турі «Червоної рути» та велоекстрім-фестивалі «Мізунська Звигода», а також уперше взяли участь у закордонному фестивалі «Лемківська Ватра» в польському місті Ждиня. Взимку 2009 року записали EP «Прем'єр».
У 2014 році гурт став учасником кавер-збірника Трубьют від білоруського гурту Ляпіс Трубецкой, куди потрапили з треком «Парубок Під Слідством» (Паренек Под Следствием), текст якого вони переклали українською мовою і пришвидшили темп музики. За свій варіант кавера отримали позитивні відгуки від рецензентів.
У січні 2016 року Абу-Касимові Капці опублікували на своїх пабліках у Facebook та ВКонтакті новий сингл під назвою «Демонстрація Сили», який був записаний та зведений на львівській студії Jenny Records. До синглу увійшли два треки, «Річ/Rich» та «Сусід».
Стиль музики — ска-панк.
Колективи, музика яких вплинула на творчість гурту: The Offspring, Ramones, Pyogenesis, Dropkick Murphys, Slayer, Toy Dolls, Luxtorpeda, Ляпис Трубецкой, Motorhead, Ska-P, The Cranberries та інші.

### Склад гурту
- Богдан Гринько (барабани, бек-вокал)
- Андрій Жолоб (гітара, бек-вокал)
- Юлія Томчук (вокал)
- Олег Гула (бас, бек-вокал)
- Роман Дольний (акордеон) — сесійно[2].

##### Учасники фестивалів
- Екстрім-фест «Мізунська Звигода» 2007, 2008;
- Фестиваль «Лемківська Ватра» 2009 (Польща, Ждиня);
- Фестиваль «У-Рок» 2010 (Білгород-Дністровський);
- Фестиваль «Форт. Місія» 2011, 2013;
- Фестиваль «НебуХай-Фест 2015»;
- Учасники концертної програми на фан-зоні під час «Євро-2012» у Львові;
- Фіналісти конкурсу Rock Nocà (Польща) 2013;
- Учасники проєкту «Трубъют» від Lyapis Crew[2].

##### Дискографія[5]

###### 2003— Demo
1. Алкоголь
2. Гроші
3. Ілюзія
4. Радіоприймач
5. Я сама